# Ilaprazolo
L'ilaprazolo è un farmaco appartenente alla classe degli inibitori della pompa protonica. È l'ultimo di questo tipo di farmaci a essere stato sintetizzato.
Al 2021 viene venduto solo in Asia col nome commerciale di Noltec, poiché non ha ancora ottenuto l'approvazione all'uso terapeutico della FDA e dell'Agenzia Europea per i farmaci, sebbene sia nella lista di sostanze da approvare.

## Indicazioni
Viene utilizzato contro l'ulcera gastrica e duodenale e la sindrome di Zollinger-Ellison.
Nonostante alcune differenze a livello di farmacocinetica, tutte le diverse molecole degli IPP non sembrano avere profili di efficacia clinica significativamente diversi tra loro, anche nei protocolli per l'eradicazione dell'Helicobacter Pylori; in ambito di sanità pubblica e farmacoeconomia, la scelta tra i diversi IPP dovrebbe quindi tenere conto anche del rapporto costi/benefici, orientandola in direzione delle molecole più economiche a parità di efficacia (come il lansoprazolo).
Alla luce delle delibere nelle regioni italiane (vedi quella campana, calabrese, laziale, ecc.) l'ordine di preferenza prescrittiva costo/beneficio è variata. In seguito anche alle evidenze scientifiche internazionali reperibili sul BIF (AIFA) n. 5 del 2008, è sempre più rilevante la possibilità di evitare le interferenze con altri farmaci di terapie concomitanti.